# Agrostis schmidii
Agrostis schmidii é uma espécie de gramínea do gênero Agrostis, pertencente à família Poaceae.